# کیچیک-نووای
کیچیک-نووای ارمنی: Քիչիկ-Նովա؛ انگلیسی: Kichik-Novay؛ ‏ (ح. سده ۱۸ام) عاشوق اهل ارمنستان بود.

## زندگی‌نامه
هیچ اطلاعات زندگینامه‌ای از این عاشوق در دست نیست، جز اینکه او در قرن هجدهم میلادی در تفلیس زندگی می‌کرده است.